# Marta di Cordova
Santa Marta di Cordova (... – Cordova, 24 novembre 851) è venerata come santa e martire dalla Chiesa cattolica.

## Biografia
Marta era cresciuta nel monastero di Santa Maria di Cuteclara, vicino a Córdova, sotto la guida di Artemia. Essendo stato martirizzato un suo fratello monaco, il diacono Wallabonso, Marta era uscita dal monastero in cerca del martirio. 
Incontrò Flora e insieme andarono dal cadì e professarono pubblicamente la loro fede cattolica. Messe in carcere, furono visitate da Eulogio, anche lui in prigione. 
Interrogate dal cadì, perseverarono nella fede, e perciò furono decapitate il 24 novembre 851 nel corso della crudele persecuzione dell'emiro Abd al-Rahmàn II. 
Si disse che i loro corpi, dopo essere stati gettati nei campi e rispettati dalle bestie che non se ne nutrirono, furono quindi gettati nel fiume Guadalquivir; in seguito il corpo di Marta fu ritrovato e sepolto dai cristiani nella chiesa del monastero di Cuteclara. Le teste delle due martiri furono collocate nella basilica di Sant'Acisclo. 
Eulogio, che attribuisce alla intercessione di queste due vergini la sua liberazione avvenuta pochi giorni dopo, scrisse per loro il Documentum martyriale, che è la più nobile apologia ed esortazione al martirio. Lui stesso morì martire otto anni dopo.

## Culto
Il suo emblema è la palma. 
Il Martirologio Romano la ricorda con Flora il 24 novembre: 
(Martirologio Romano)